# 880
Năm 880 (DCCCLXXX) là một năm nhuận bắt đầu từ Thứ Sáu trong lịch Julius.

## Sinh
- Fujiwara no Tadahira, quan nhiếp chính Nhật

## Mất
- Carloman, Vua của Bayern
- Thiên hoàng Seiwa của Nhật Bản